# 10-я дивизия подводных лодок
10-я дивизия подводных лодок (10-я ДиПЛ) — соединение подводных сил Тихоокеанского флота ВМФ СССР и России, созданное в 1967 году. Базируется на бухту Крашенинникова (Вилючинск), имеет на вооружении атомные подводные лодки 3 и 4 поколения, как многоцелевые, так и с крылатыми ракетами.

## История
1 февраля 1967 года была издана директива командования ВМФ СССР о создании нового соединения атомных подводных лодок с базированием на Камчатке, формирование 10-й дивизии подводных лодок было завершено 31 июля 1967 года. Первыми кораблями соединения стали ПЛАРК проекта 675, переданные из 26-й и 45-й ДиПЛ и имевшие на вооружении крылатые ракеты П-5Д и П-6. С самого начала 10-я дивизия имела ярко выраженную противоавианосную направленность, аналогично 11-й и 7-й дивизиям подводных лодок Северного флота.
Уже на первом году существования корабли дивизии произвели четыре ракетные стрельбы (все успешно), а К-189 под командованием Н. Д. Удовиченко завоевала приз Главкома ВМФ за ракетную стрельбу по береговой цели.
С 1968 года лодки дивизии осуществляли боевые походы в Тихом океане, в том же году подводная лодка К-10 в условиях шторма сумела проникнуть в охранный ордер американского атомного авианосца «Энтерпрайз» и длительное время шла у него под днищем, оставаясь незамеченной. В ходе масштабных учений «Океан-70» четыре лодки 10-й дивизии выполнили условный ракетный удар по авианосному соединению и фактическую ракетную стрельбу по двум малоразмерным мишеням.
С 1974 года начался процесс перевооружения соединения атомными подводными лодками второго поколения — в состав 10-й дивизии вошли ПЛАРК проекта 670, переданные из 11-й ДиПЛ Северного флота. Параллельно корабли проекта 675 проходили модернизацию и перевооружение по проекту 675МК.
В 1982 году в состав дивизии вошла плавучая база подводных лодок «Иван Кучеренко» проекта 1886. В 1984 году АПЛ К-43 из состава 10-й дивизии была передана в лизинг ВМС Индии, вместе с ней был отправлен инструкторский экипаж, сформированный из лучших специалистов дивизии.
В 1985 году 10-я дивизия передала АПЛ первого поколения в другие соединения, получила из 45-й ДиПЛ несколько многоцелевых АПЛ проекта 671РТМ и официально стала именоваться противоавианосной. В её составе были сформированы три ударные группы, каждая из которых включала одну многоцелевую подводную лодку и две ракетных. В дивизии была разработана, утверждена и внедрена тактика использования всего соединения в одном боевом порядке. В 1988, 1989 и 1990 годах ударные группы дивизии завоёвывали приз Главкома ВМФ.
В 1990—1998 годах 10-я дивизия получила шесть ПЛАРК третьего поколения проекта 949А с ракетами П-700 «Гранит», сменившие ПЛАРК проекта 670 в качестве основной ударной силы соединения.
В 1998 году в связи с расформированием 45-й дивизии многоцелевых атомных подводных лодок из её состава были получены новейшие АПЛ проекта 971, отлично вписавшиеся в тактику действия ударных групп.
С 2021 года в состав 10-й ДиПЛ начали входить многоцелевые ракетные АПЛ 4-го поколения проекта 885М «Ясень-М».
По состоянию на 2025 год 10-я дивизия является основным соединением «нестратегических» атомных подводных лодок Тихоокеанского флота.

## Командиры
- 1967—1971: Ганрио Аркадий Викторович
- 1971—1974: Белашев, Виктор Григорьевич
- 1974—1978: Луцкий Анатолий Николаевич
- 1978—1982: Берзин Альфред Семенович
- 1982—1986: Алкаев Николай Николаевич
- 1986—1989: Комарицын Анатолий Александрович
- 1989—1991: Дорогин Валерий Федорович
- 1991—1994: Бутаков Григорий Лукич
- 1994—2000: Козлов, Илья Николаевич
- 2000—2003: Ковалевский Николай Григорьевич
- 2003—2005: Заика Александр Константинович
- 2005—2006: Бердников Юрий Юрьевич
- 2006—2008: Гришечкин Владимир Владимирович
- 2009—2013: Юлдашев, Александр Юрьевич
- 2013—2016: Михайлов Эдуард Евгеньевич
- 2016—??: Дубков Игорь Михайлович